# Carl Julius Fritzsche

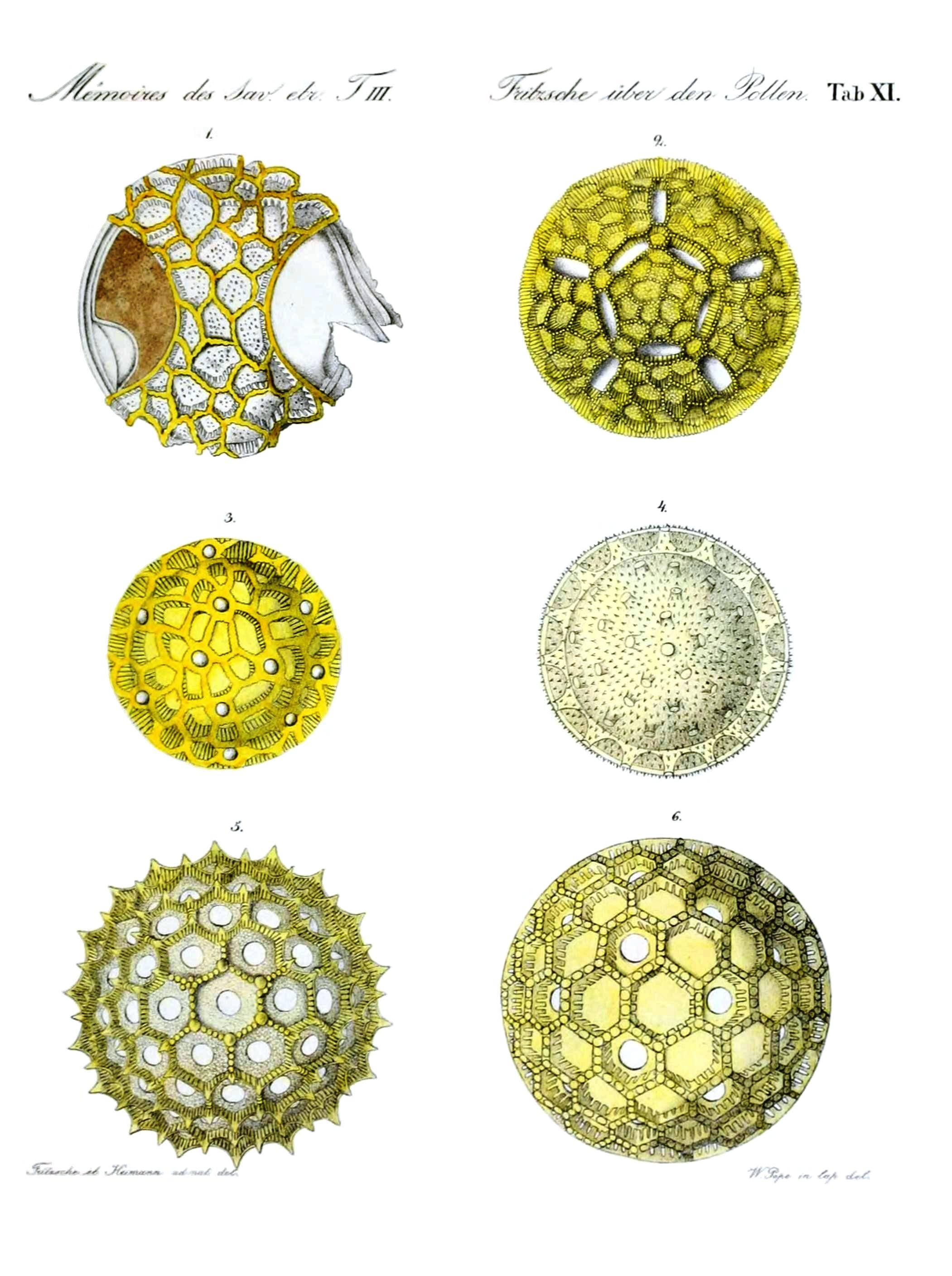
Ueber den Pollen (tab. XI), St. Petersburg: Kais. Academie der Wissenschaften, 1837

Carl Julius Fritzsche (17. října 1808, Neustadt in Sachsen – 8. června 1871, Drážďany) byl německý farmaceut a chemik. Byl synovcem lékárníka Friedricha Adolfa Struveho (1781–1840).

## Životopis
Po pěti letech strávených prací v lékárně strýce v Drážďanech se přestěhoval do Berlína, kde dva a půl roku pracoval v laboratoři lékárny Johanna Gottfrieda Augusta Helminga (1770–1830). V roce 1830 se stal asistentem Eilharda Mitscherlicha v Berlíně, poté získal doktorát s tezí o pylu, Dissertatio de plantarum polline (1833). V roce 1844 se stal docentem v Petrohradě, kde v roce 1852 získal plnou profesuru.
Ve svých studiích o antracenu objevil, že „parantracen“ je izomerická modifikace antracenu, když byl antracen vystaven slunečnímu světlu. Také byl schopen získat krystalické sloučeniny kyseliny pikrové s uhlovodíky (benzen, naftalen atd.). Kromě toho studoval povahu murexidu a uznal ji jako amonnou sůl kyseliny purpurové.
Je průkopníkem termínu „anilin“ ze sanskrtského slova pro rostlinu indigo. V roce 1841 získal anilin destilací indiga kaustickým potašem. Minerál „fritzscheit “ je pojmenován na jeho počest.
V roce 1837 objevil domnělý dodekahydrát síranu hořečnatého, který byl podle něj nazýván Fritzscheho sůl. V roce 2006 bylo upřesněno, že jde o undekahydrát (MgSO4·11H2O), který byl následně pojmenován meridianiit.
Fritzsche byl jedním z prvních lidí v Rusku, kteří ovládli techniku získání fotografického obrazu. Po vyfotografování několika listů rostlin 23. května 1839 vystoupil na setkání Petrohradské akademie věd se svou zprávou „o heliografických experimentech“, která poskytla vyčerpávající analýzu Talbotovy metody získávání fotografických obrázků. Jednalo se o první výzkumnou práci věnovanou fotografii v Rusku, která začala zlepšovat metody získávání fotografií.
Fritzche byl spolupracovník ruské katedry chemie Akademie věd. V roce 1843 spolupracoval se Sergejem Levickým, který působil na ministerstvu vnitra a díky svým jazykovým znalostem se jako člen vládní komise pro studium složení a terapeutické vlastnosti minerálních vod na Kavkaze. Na této misi v roce 1843, Levického naučil základům daguerrotypie a používat fotoaparát a optiku značky Chevalier, kterou Fritzche s sebou přivezl z Paříže.